# MG 08

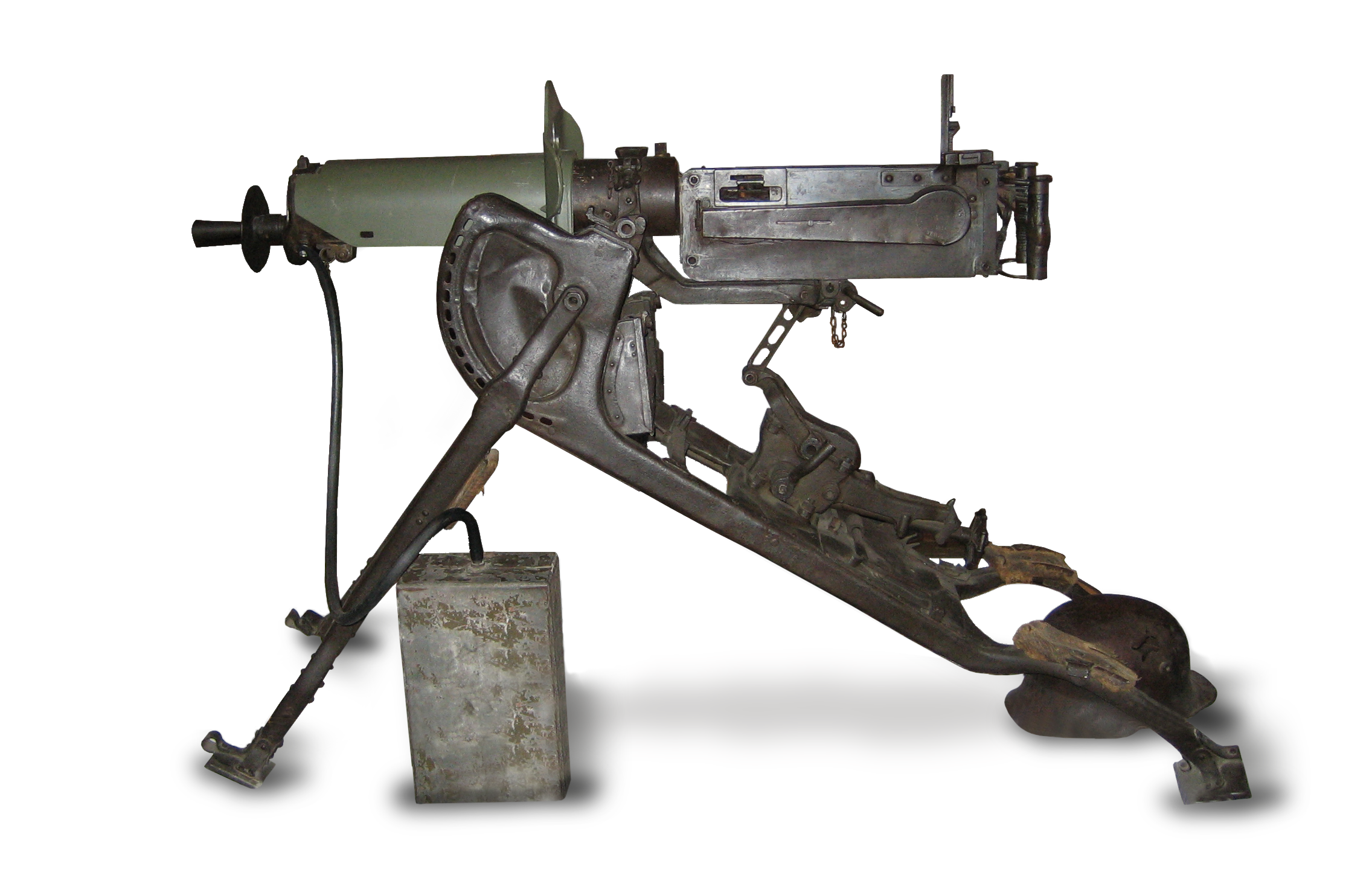

MG-08은 1908년 독일이 영국의 맥심기관총을 하이람 스티븐 맥심이 1884년에 만든 원래 맥심 기관총을 직접 생산한 수냉식 중기관총이다. MG 08/15는 수냉식 중기관총인 맥심 기관총을 경량화한 경기관총으로 만들어진 것이며, 두 가지 모두 제2차 세계 대전 초기에도 MG 34의 생산량이 부족하여 사용되었으며, 1942년 즈음에 가서야 MG 34로 대체되었다.